# Cymatellopsis
Cymatellopsis es un género de hongos de la familia Marasmiaceae. Es un género monotípico, solo contiene la especie Cymatellopsis ilmiana, nativa del este de África.